# 蒂氏扁髯鯰
蒂氏扁髯鯰，為輻鰭魚綱鯰形目塘虱魚科的其中一種，分布於非洲剛果河下游流域，棲息在底層水域，體長可達52.8公分。

## 扩展阅读
維基物種上的相關：蒂氏扁髯鯰